# Pietro Alfieri
Pietro Alfieri (Roma, 29 giugno 1801 – Roma, 12 giugno 1863) è stato un musicologo, compositore e presbitero italiano.

## Biografia
Dopo esser stato ordinato sacerdote nel 1823, fu per parecchi anni professore di canto presso il Venerabile Collegio Inglese.
È ricordato soprattutto per i suoi trattati scientifici e le raccolte delle musiche dei vecchi maestri della scuola musicale romana.
Probabilmente il suo lavoro più noto è Raccolta di Musica Sacra, una ristampa della musica sacra del XVI secolo (antifone, graduali, inni, etc.), principalmente di Giovanni Pierluigi da Palestrina, suddivisa in sette grandi volumi, alla quale fu aggiunta qualche anno dopo altre minori raccolte, Excerpta ex celebrioribus de musicâ viris (Roma, 1840) e Raccolta di Motetti (Roma, 1841). Per quanto riguarda il canto gregoriano egli pubblicò Accompagnamento coll'organo (Roma, 1840), Ristabilimento del canto e della musica ecclesiastica (Roma, 1843), Saggio storico del canto Gregoriano (Roma, 1845) e Prodromo sulla restaurazione de' libri di canto Gregoriano (Roma, 1857).
Egli tradusse inoltre il Traité d'harmonie di Charles-Simon Catle in italiano e contribuì nella Gazzetta musicale di Milano e in molti altri articoli sulla musica ecclesiastica.